# Bye Bye Patty
Bye Bye Patty è il primo album dal vivo della cantante italiana Patty Pravo, pubblicato dalla casa discografica Farita di Nando Sepe in licenza  Epic nel 1997.
In poco tempo l'album raggiunge la posizione più alta delle classifiche dei più venduti, rimanendo fra i primi dieci posti per oltre tre mesi.

## Descrizione
Poco prima di partecipare al Festival di Sanremo 1997, Patty Pravo intraprende un mini tour che la porta ad esibirsi in alcune grandi città italiane: pochi concerti, che aumenteranno a grande richiesta e si concluderanno al Piper di Roma, proprio lì dov'era nata artisticamente, 31 anni prima.
Dopo la prima affermazione sanremese con il singolo ...e dimmi che non vuoi morire in testa alle hit più vendute, Nando Sepe con Sony stampa Bye Bye Patty che documenta quei concerti e al quale viene inserito il singolo (che diventa l'unico brano da studio).
Pensiero stupendo è presente in doppia versione (la seconda, per contraddistinguere, dal titolo Pensiero stupendo '97), di cui la nuova versione riarrangiata.
L'album contiene una "traccia ghost" finale in cui si ascolta una bimba, dal nome Federica, che canta un frammento di ...e dimmi che non vuoi morire.
Del concerto al Piper Club, del 24 gennaio 1997, è stato realizzato un DVD live intitolato Bye bye Patty - Patty Pravo Live al Piper, pubblicato lo stesso anno dalla Sony Music Video, in cui è assente il brano ...e dimmi che non vuoi morire poiché non era stato ancora presentato al Festival di Sanremo che sarebbe iniziato verso la metà del mese di febbraio.

## Tracce
1. ...e dimmi che non vuoi morire – 4:12 (V. Rossi, G. Curreri, R. Ferri)
2. Intro – 1:10 (P. Mazzarono, M. Petruzzelli, V. Modugno, M. Fazio)
3. Ragazzo triste – 2:58 (G. Boncompagni, S. Bono)
4. Qui e là – 3:12 (A. Diversi, A. Toussaint)
5. Se perdo te – 2:52 (S. Bardotti, P. Korda)
6. La bambola – 3:57 (F. Migliacci, B. Zambrini, R. Cini)
7. Pazza idea – 4:41 (P. Dossena, M. Monti, G. Ullu, C. Gigli)
8. Morire tra le viole – 3:19 (M. Monti)
9. Pensiero stupendo – 4:12 (I. Fossati, O. Prudente)
10. Tutt'al più – 4:26 (F. Migliacci, P. Pintucci)
11. Il paradiso – 3:31 (Mogol, L. Battisti)
12. Poesia – 4:13 (A. Cassella, M. Luberti, R. Cocciante)
13. Ragazza passione – 4:55 (P. Pravo, P. Dossena, T. Carnevale)
14. La mela in tasca – 3:51 (Spathas, Tourkogiorgis, L. Albertelli)
15. Non andare via – 4:04 (J. Brel, G. Paoli)
16. Col tempo – 3:48 (E. Medail - L. Ferré)
17. A modo mio – 5:29 (A. Lo Vecchio, J. Revaux, C. François, G. Thibaut)
18. Pensiero stupendo '97 – 5:49 (I. Fossati, O. Prudente)

Brani live registrati tra il 16 e il 24 gennaio al Capriccio (Bergamo), Magazzini Generali (Milano), Tenax (Firenze) e Piper Club (Roma).

## Formazione
- Patty Pravo: voce
- Pino Mazzarano: chitarra
- Piero Gemelli: chitarra
- Luca Scarpa: tastiera
- Paolo Gianolio: chitarra acustica, basso, chitarra elettrica
- Luca Bignardi: programmazione
- Paolo Valli: batteria
- Celso Valli: tastiera, pianoforte
- Mino Petruzzelli: batteria
- Vito Di Modugno: basso
- Andrea Innesto: sassofono soprano